# Бут, Николай Яковлевич
Никола́й Я́ковлевич Бу́т  (21 апреля 1928, Погожая Криница, Роменский округ — 17 ноября 1989, Москва) — народный художник РСФСР (1980), один из ведущих мастеров СВХ имени М. Б. Грекова. Почётный гражданин города-героя Керчи.

## Биография
Родился 21 апреля 1928 года на хуторе Погожая Криница (ныне Роменского района, Сумская область, Украина). В 1934 году семья вместе с Николаем переехала в Таганрог, где их и застала оккупация в период Великой Отечественной войны. Окончил в Таганроге среднюю школу № 15.
Рисовать начал с 13—14 лет. Особую тягу испытывал к изображению исторических баталий. Занимался в изостудии Таганрогского Дворца пионеров.
В 1945—1949 годах обучался в Ростовском художественном училище, где работал над своим первым триптихом «Борьба украинского народа за воссоединение с Россией. 1648—1654 гг.». Продолжил обучение в Харьковском художественном институте. Окончание его учёбы ознаменовало создание огромного батального холста (1953—1957), который был посвящён подвигу защитников Брестской крепости.
Во время учёбы Н. Я. Бут увлекался драматическим искусством. Одновременно, после училища, он поступил не только в Московский МГАХИ имени В. И. Сурикова, но и в ГИТИС. Однако между актёрским искусством и живописью, художник выбрал последнее, хотя позже так и не смог ответить, почему. Спустя шесть лет, будучи уже студентом Харьковского художественного института, он принял участие в конкурсе чтецов, победа в котором давала возможность участвовать в Московском всемирном фестивале молодёжи и студентов (1956). Он победил не только на уровне области и республики, но и попал на заключительный всесоюзный тур в Москве, где занял второе место и получил серебряную медаль. По итогам этого конкурса, Н. Я. Бут был отдельно приглашён в Киевский академический театр имени И. Франко.
Но тем не менее, художник не изменил своему признанию. Его дипломная работа, посвящённая защитникам Брестской крепости была замечена и рекомендована на выставку «40 лет Вооружённых Сил СССР». Автора полотна отметили и пригласили в СВХ имени М. Б. Грекова (1958).
Как раз в это время в Студии наметились перемены. Ставились масштабные эксперименты в области монументального искусства. Требовались новые способы изображения войны с её принципиально новыми способами организации ведения боя, выражения огромного подвига советского народа. Поэтому художники искали соответствующие формы художественных решений. Итогом творческих поисков стало применение диорамно-панорамного искусства, уже апробированного ранее на опыте Ф. А. Рубо и самой студией в 1930-е годы при создании панорамы «Штурм Перекопа».
Н. Я. Бут принимал участие в создании первой советской панорамы «Сталинградская битва» (1958—1982), за которую впоследствии был награждён Почётной медалью Советского фонда мира. Наряду с ним в работе над панорамой принимали участие такие художники-баталисты, как В. К. Дмитриевский, П. И. Жигимонт, П. Т. Мальцев, Г. И. Марченко, М. И. Самсонов, Ф. П. Усыпенко. Активно помогали художникам военные консультанты: маршалы Советского Союза А. И. Ерёменко, В. И. Чуйков, Н. И. Крылов и другие.
В начале 1960-х годов непродолжительное время преподавал в таганрогской изостудии ДК комбайнового завода, где, по воспоминаниям студийцев, за короткий срок успел мастерски «поставить» ученикам академический рисунок.
В 1960-е годы Н. Я. Бут принял участие в восстановлении панорамы «Бородинская битва», которая была открыта в честь героев войны 1812 года.
С 1978 года — старший военный художник СВХ имени М. Б. Грекова.
Основной темой художника, к которой он постоянно возвращался, была тема Аджимушкая. Впервые Николай Бут посетил Керчь в 1960 году, тогда же впервые спустился в Аджимушкайские каменоломни. За свою жизнь художник создал более 150 работ, посвящённых каменоломням, включая этюды к картинам, рисунки и самостоятельные произведения. Цикл картин получил название «Аджимушкай. 1942 год». В Керчи у Николая Бута на улице Свердлова была большая мастерская.
Картины с успехом экспонировались на передвижных выставках. Выставлялись в Москве, Севастополе, Симферополе, Одессе, Донецке. В 1968 году экспозиция выставлялась в Керченском историко-археологическом музее, а с 7 мая 1985 года переехала в Картинную галерею на Театральной улице, где находится и сейчас.
Умер в 1989 году. Похоронен на Троекуровском кладбище.

## Награды
- Государственная премия УССР имени Т. Г. Шевченко (1979) — за диораму «Битва за Днепр»;
- премия имени Вита Неедлы (ЧССР) (1972) — за цикл картин «Словацкое национальное восстание»;
- Золотая медаль имени М. Б. Грекова (1968) — за участие в воссоздании панорамы Ф. А. Рубо «Бородинская битва»;
- Почётная медаль Советского фонда мира (1982) — за участие в создании панорамы «Сталинградская битва»;
- диплом АХ СССР за цикл картин «Героическая морская пехота»;
- орден «Знак Почёта» (1975);
- орден Красной Звезды (1986);
- народный художник РСФСР (1980);
- заслуженный деятель искусств Чечено-Ингушской АССР (1982).